# Josep Mauri Esteve
Josep Mauri (València, 1856 - L'Havana, 1937) fou un compositor valencià.
Estudià en la seva vila natal els principis de la música, actuà com a violinista a Europa i Amèrica. completant-los més tard a l'Havana amb el professor Ubeda. Més tard a l'Havana fou deixeble dels professors Ubeda, R. Revagliatti i Anselmo López. El 1874 estrenà la sarsuela El sombrero de Felipe II. Instal·lat a Cuba durant la major part de la seva vida, allà fundà el conservatori que porta el seu nom (1914).
A més de diverses peces per a piano, té una notable Missa, diverses sarsueles, Monomania teatral i Efectos del cancán, entre d'altres; un Salutaris, l'òpera La esclava, etc.
El 1887 retornà a Espanya (Madrid) (on tocà a l'orquestra del Teatro Real), i on hi va romandre uns anys, però amb el temps retornà a Cuba on hi morí el 1937.